# Glucan 1,3-alfa-glucosidasa
El Glucan 1,3-alfa-glucosidasa (EC 3.2.1.84, exo-1,3-alfa-glucanasa, glucosidasa II, 1,3-alfa-D-glucan 3-glucohidrolasa) és un enzim amb nom sistemàtic 3-alfa-D-glucan 3-glucohydrolasa. Aquest enzim catalitza la reacció química següent.
Hidròlisi de terminal (1->3)-alfa-D-glucosídic enllaça en (1->3)-alfa-D-glucans
Aquest enzim no actua en el nigeran encara que té alguna activitat contra la nigerosa.